# گوستاو تیبون
گوستاو تیبون (فرانسوی: Gustave Thibon‎؛ ‏ فرانسوی: [tibɔ̃]؛ ‏ ۲ سپتامبر ۱۹۰۳ – ۱۹ ژانویهٔ ۲۰۰۱) یک فیلسوف اهل فرانسه بود. وی چهار مرتبه نامزد دریافت جایزه نوبل ادبیات بود.

## زندگی‌نامه
وی اندیشمندی خودآموخته بود که در سن ۱۳ سالگی تحصیل را ترک کرده بود؛ اما به مطالعه و بخصوص خواندن شعر به زبان‌های فرانسوی، پرونسی و لاتین علاقه داشت. جنگ جهانی اول تأثیر فراوانی بر تفکرات او گذاشت به نحوی که از میهن‌پرستی و دموکراسی متنفر شد. وی در این مدت به نقاط مختلفی سفر نمود و سرانجام در سن ۲۳ سالگی به زادگاهش بازگشت. وی تحت تأثیر آثار نویسندگانی چون لئون بلوا و ژاک ماریتن، به مسیحیت کاتولیک گروید. وی طی جنگ جهانی دوم میزبان فیلسوف فرانسوی سیمون وی و یکی از آثار او را در سال ۱۹۴۷ منتشر کرد.